# Komondor
Komondoren är en hundras från Ungern. Den är en vallande och vaktande herdehund.

## Historia
Namnet komondor syftar på att den var kumanernas hund. Komondoren tros ha kommit med kumanerna österifrån 1239. I sitt ursprungsland Ungern kallas den för herdehundarnas konung och anses som den ungerska pustans stolthet. Den traditionella uppfostran av herdehundar har aldrig strävat efter att knyta hundarna till människor. Präglingen skedde istället på de djur hunden var satt att vakta. Aggressivitet gentemot människor var inte önskvärt men heller inte djup och nära kontakt.  Komondoren och den mindre kuvaszen har gemensam bakgrund, båda var herdehundar på den ungerska pustan. Rasnamnet uppträdde första gången 1544 och rasen erkändes 1920, varvid en ungersk rasklubb bildades några år efteråt. Senare började rasen spridas i världen. Till Sverige och Finland kom rasen 1979.

## Egenskaper
En herdehunds uppgift är att försvara boskaps- eller fårhjorden mot inkräktare. Komondoren har alla de egenskaper man förknippar med en duglig vakthund: reservation mot främlingar, självständighet, mod och lojalitet. Hunden är intelligent, uppmärksam,  trofast och beskyddande. Hunden är mycket vaken och kan vara reserverad mot besökare. När en komondorvalp hamnar hos sin nya familj, knyter den an "flocken" på samma sätt som den gjorde till boskap och fårhjordarna tidigare. Den kan bli en mycket trofast och lojal familjemedlem. 
Lydnadsträning och bruksdressyr är vanligen ingenting som uppskattas av denna hundtyp. Är den motiverad lär den sig snabbt, men den är först och främst framavlad i syfte att klara av att ta självständiga beslut på egen hand. Komondorn anses vara en frisk ras, med få kända sjukdomsfall, dock förekommer höftledsdysplasi  ibland.
Vaktinstinkten har befästs genom sekler av målmedveten avel och finns som ett utpräglat karaktärsdrag hos alla komondorer. Den är väl rustad att än idag att på egen hand försvara boskap mot inkräktare och skadedjur, även varg . Det spelar ingen roll om hunden är skolad att vakta eller inte, den gör det ändå. I vårt moderna samhälle är det viktigt att tidigt lära valpen att vara social. Rasen är tuff och självsäker och tar gärna över om inte ägaren klarar av att befästa sin position som flockledare. Därför passar den inte alltid för en oerfaren ägare som sällskapshund. Däremot passar den bra som vakthund och för att försvara boskaps- eller fårhjorden mot inkräktare. Rasen angriper tystlåtet och djärvt. På natten är den ständigt i rörelse, patrullerar området och håller vakt. Den används fortfarande för att vakta får och boskap än idag, och som skydd mot tjuvar och rovdjur, som till exempel varg.

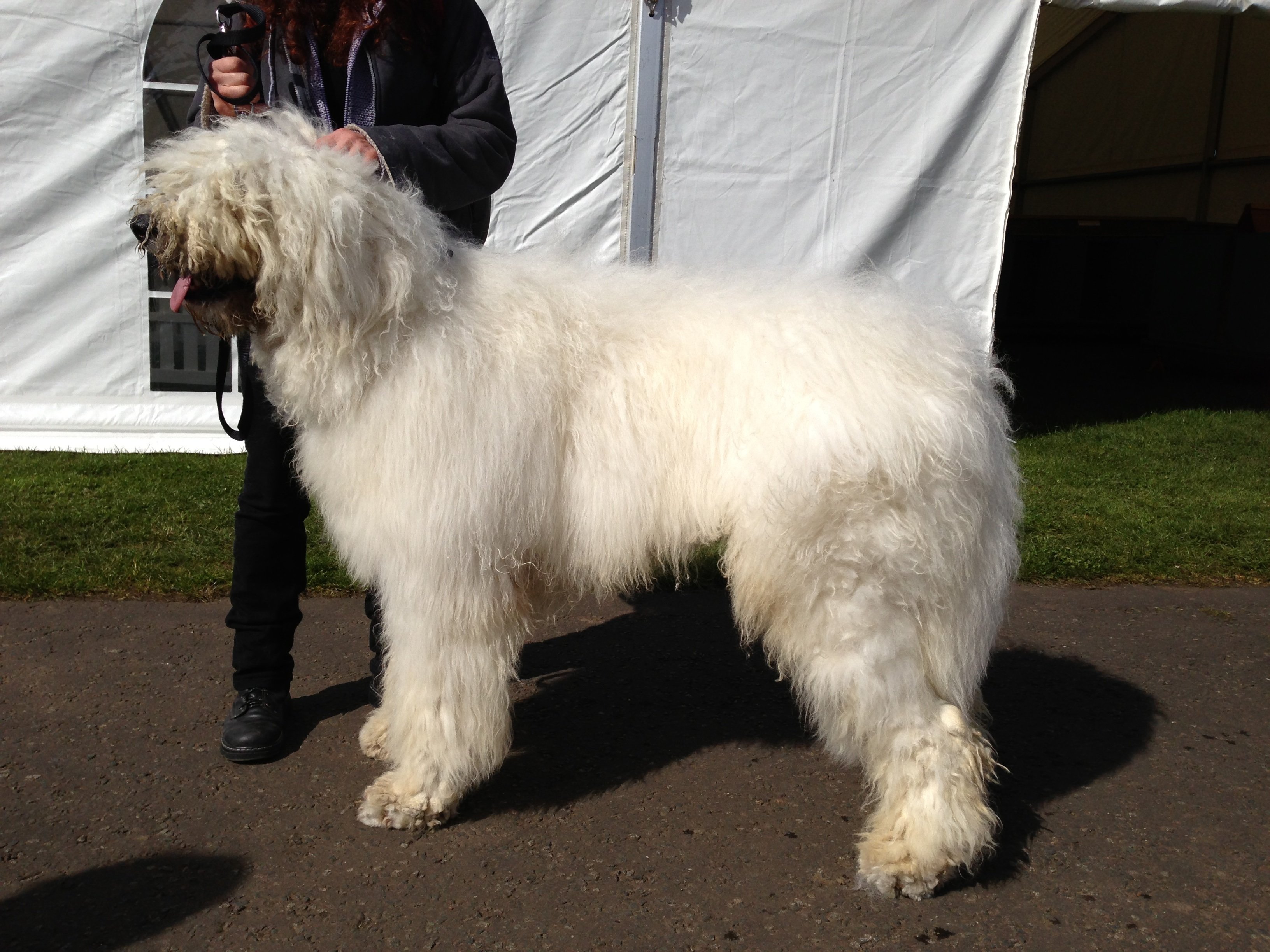
Enligt standarden är komondoren en stor, bred och tung hund "som skall väcka beundran och fruktan". En 12 månaders hane, har fortfarande valppälsen kvar.

## Utseende
Enligt standarden är komondoren en stor, bred och tung hund "som skall väcka beundran och fruktan". Kroppslängden skall mycket lite överstiga mankhöjden, d.v.s. hunden har en nästan rektangulär kropp. Ryggen skall vara kort. Rörelserna skall vara fria och steget långt och marktäckande. Halsen och käkarna skall ha kraftig muskulatur. Bettet skall vara ett fulltalig och regelbundet saxbett. Hela kroppen skall vara täckt med päls, huden skall vara skiffergrå, ögonen mörkbruna. Komondor är en av de största hundraserna. Hunden måste vara minst 70 cm i mankhöjd för hanhundar, tikar minst 65 cm, övre höjdbegränsning finns inte . Vikt hanhundar 50-60 kilo, tikar 40-50 kilo. För hanhundar ligger mankhöjden vanligtvis på omkring 80 cm.
Hela hunden täcks av kraftig, grov päls delad i snören eller band. Dessa ska med jämna mellanrum underhållas, vilket innebär att de ses om och delas upp till smalare snören ända ner till huden. I Ungern hävdar uppfödarna att bad är en styggelse, men den som har sin hund i lägenhet ställer andra krav på hygien. Hunden har så mycket tung päls att en hårtork är oumbärlig efter badet. Annars kan hunden bli sjuk, det tar två-tre dagar innan pälsen självtorkar.[källa behövs]